# Anno giudiziario

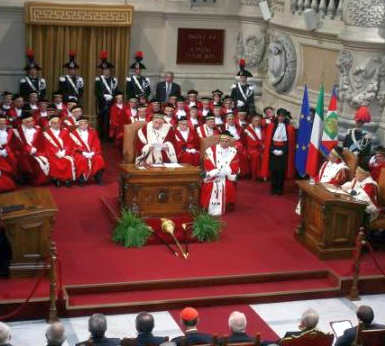
Cerimonia di Inaugurazione dell'Anno giudiziario presso la Suprema Corte di Cassazione

L'Anno giudiziario, nell'ordinamento giudiziario italiano, è il periodo di tempo, corrispondente all'anno solare, nel quale è scandito lo svolgimento dell'attività giudiziaria, attraverso la fissazione del calendario giudiziario.

## Storia
Le modalità di svolgimento della cerimonia sono state modificate recentemente: fino al 2005, per ogni anno giudiziario, il Procuratore generale della Repubblica presso la Corte di Cassazione e il Ministro della giustizia pronunciavano davanti al Presidente della Repubblica e alle altre autorità presenti una relazione generale sull'amministrazione della giustizia. Similmente, i procuratori generali presso ciascuna Corte d’appello comunicavano al Consiglio Superiore della Magistratura e al Ministro della giustizia la relazione per il proprio distretto. Questo in conformità all'articolo 86 del regio decreto n. 12 del 1941, più volte modificato negli anni. 
Dal 2006, a seguito di una modifica normativa, il Ministro della giustizia rende direttamente comunicazioni al Parlamento, sull'amministrazione della giustizia nell'anno appena trascorso e sugli interventi per l'organizzazione e il funzionamento dei servizi che si intende attuare nell'anno che inizia.
Successivamente si riuniscono in forma pubblica e solenne (cioè con la partecipazione di tutte le sezioni, i procuratori generali, i magistrati delle procure generali e i rappresentanti dell'Avvocatura dello Stato) prima la Corte suprema di cassazione e quindi le corti d'appello per ascoltare la relazione generale del Primo Presidente della Corte di cassazione e le relazioni per i singoli distretti dei Presidenti di corte d'appello; si passa quindi agli interventi (facoltativi) dei Procuratori generali e dei rappresentanti dell'Avvocatura dello Stato.

## Caratteristiche
L'inizio dell'Anno giudiziario è celebrato con apposite cerimonie solenni (nelle quali i magistrati indossano le toghe cerimoniali di colore rosso e bordate d'ermellino) presso la Corte suprema di cassazione e presso le corti d'appello dei distretti giudiziari italiani.

Le cerimonie inaugurali sono occasione di prolusioni dei massimi esponenti dell'ordine giudiziario circa lo stato dell'amministrazione della giustizia nel territorio di competenza.
In questo senso assume particolare rilevanza l'inaugurazione dell'Anno giudiziario presso la Corte suprema di cassazione, che precede di un giorno quelle presso i distretti giudiziari, e che si svolge alla presenza del Presidente della Repubblica.
Anche i giudici speciali, come la magistratura amministrativa e quella contabile (il Consiglio di Stato e la Corte dei Conti), ovvero la magistratura militare, hanno una propria cerimonia inaugurale dell'anno giudiziario, che si svolge secondo modalità e con contenuti analoghi a quelli degli organi della magistratura ordinaria.